# Vistieru
Vistieru – wieś w Rumunii, w okręgu Prahova, w gminie Șotrile. W 2011 roku liczyła 410 mieszkańców.